# Benin City Challenger 1983
Il Benin City Challenger 1983 è stato un torneo di tennis facente parte della categoria ATP Challenger Series nell'ambito dell'ATP Challenger Series 1983. Il torneo si è giocato a Benin City in Nigeria dal 21 al 27 novembre 1983 su campi in cemento.

## Vincitori

### Singolare
Nduka Odizor ha battuto in finale  Ferrante Rocchi con il punteggio di 6–4, 6–2

### Doppio
Haroon Ismail /  Nduka Odizor hanno battuto in finale  Jacques Hervet /  Thierry Pham con il punteggio di 7–6, 7–6